# 12,7 × 81 mm SR

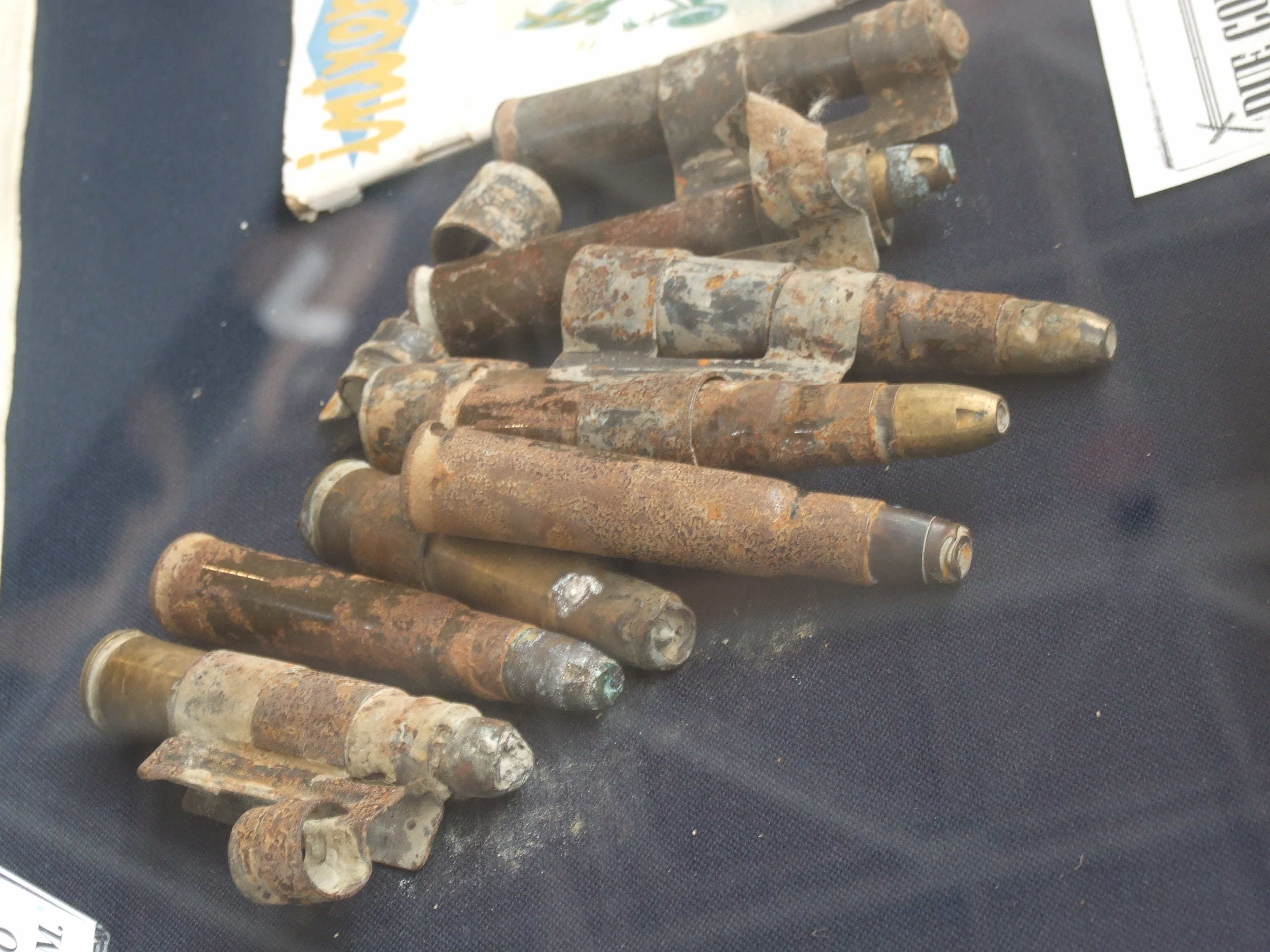
Un nastro di 12,7 mm × 81 mm al Museo storico dell'Aeronautica Militare

La 12,7 mm × 81 mm SR è una cartuccia italiana per mitragliatrice usata dalla Guerra d'Etiopia nel 1935 a tutta la seconda guerra mondiale.

## Storia
Questa munizione deriva da quella inglese .50 Vickers da 0,5 pollici, 12,7 × 81 mm secondo il sistema metrico, prodotta proprio dalla Vickers fin dal 1921. Questa cartuccia non incontrò particolare interesse da parte delle forze armate inglesi, destando invece l'interesse di Italia e Giappone. La munizione prodotta dalla Società Italiana Ernesto Breda per Costruzioni Meccaniche deriva in particolare dalla versione da esportazione prodotta nel 1923 dalla Vickers chiamata .5 V/565, ottenuta per modifica del fondello da rimless a Semi-Rimmed e chiamata perciò 12,7 mm × 81 mm SR.
Fu adottata dall'Italia nel 1935 con le mitragliatrici Breda-SAFAT e Scotti/Isotta Fraschini, che armarono la maggior parte degli aerei della Regia Aeronautica dalla Guerra d'Etiopia alla seconda guerra mondiale. Rimase in produzione fino agli anni ottanta, quando le ultime Breda-SAFAT in versione campale dell'Aeronautica Militare furono radiate.
Poiché le SAFAT armavano gli aerei del Corpo Truppe Volontarie ed i caccia Fiat C.R.32 forniti ai nazionalisti durante la Guerra civile spagnola, la cartuccia fu prodotta in Spagna dalla "Pirotécnica " di Siviglia.
L'Ungheria produceva su licenza il Reggiane Re.2000, in due modelli Heja (falco in lingua ungherese I ed II e questo caccia fu armato con la mitragliatrice Gebauer 1940.M, che utilizzava il 12,7 mm Breda.
Nel 1941 fu adottata dall'Esercito imperiale giapponese per le mitragliatrici Ho-103 Type 1.

## Tecnica

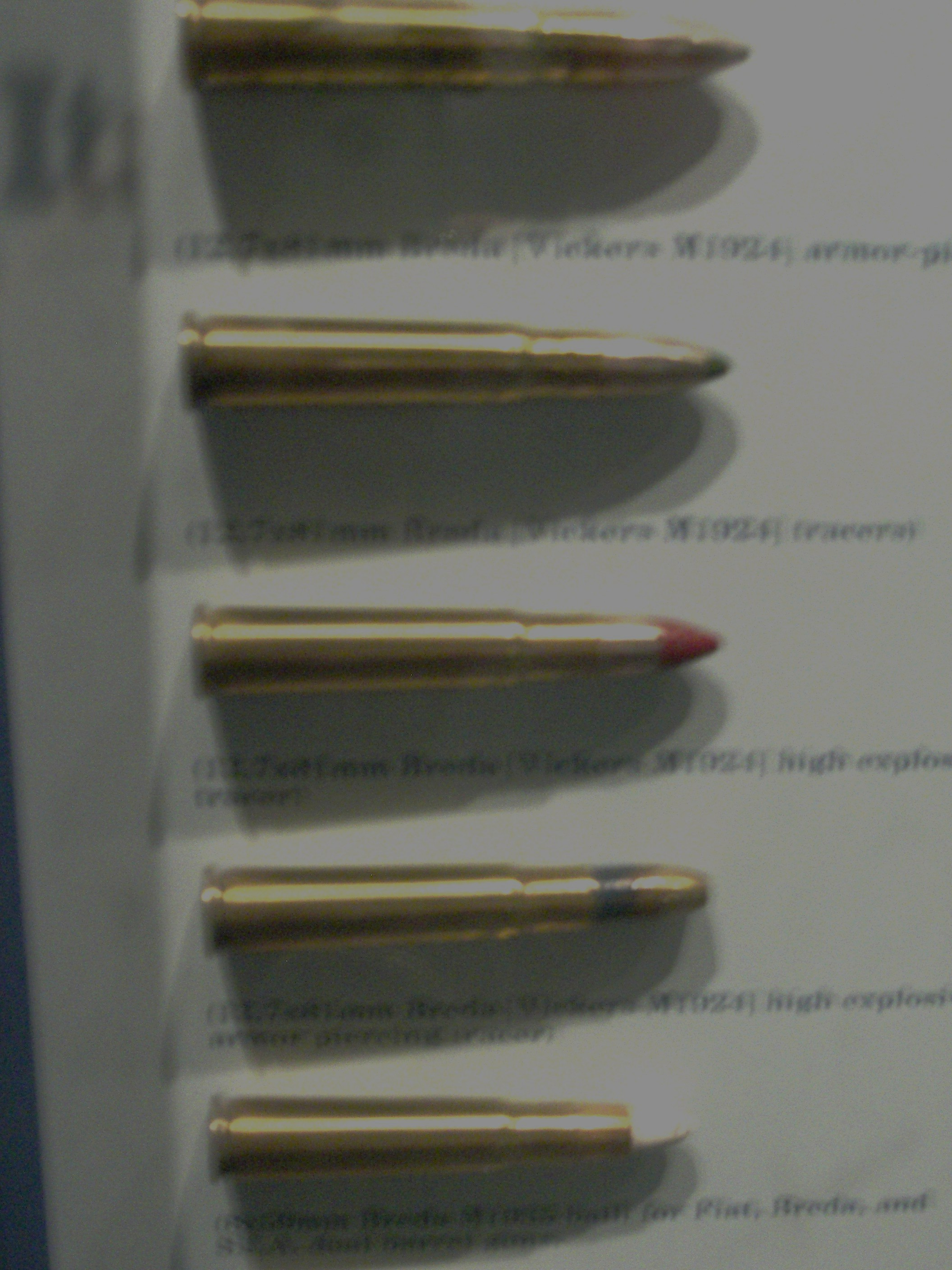
Serie di cartucce da 12,7 × 81 mm, dall'alto: pallottola solida; proiettile perforante; proiettile tracciante; alto esplosivo e tracciante; perforante, alto esplosivo e tracciante

Veniva prodotta con vari tipi di proiettile:
- pallottola incamiciata: anima in piombo incamiciata in alluminio. Pesava 34,5 grammi circa.
- perforante (AP: armour piercing): il proiettile è costituito da una camiciatura in rame che copre un nucleo ad elevata durezza e densità.
- perforante-incendiaria (API: armour piercing, incendiary): la camiciatura, nella parte dell'ogiva, presenta quattro forellini che comunicano con una cavità presente tra la punta ed il proiettile perforante, caricata con fosforo bianco. Riconoscibile dalla punta verniciata di blu.
- tracciante (T): nella parte posteriore dell'ogiva è presente una cavità contenente una piccola carica pirotecnica che, bruciando durante il volo, lascia una scia di diversi colori, permettendo l'aggiustamento del tiro. Sono riconoscibili per la punta verniciata di rosso.
- perforante-incendiaria-tracciante (API-T): riunisce le varie caratteristiche nello stesso proiettile.
- incendiario-tracciante (I-T): riunisce le due caratteristiche.
- alto esplosivo ("scoppiante" secondo la terminologia italiana, HE: high explosive secondo quella anglosassone): l'ogiva conteneva un percussore che attivava una carica di 0,8 grammi di pentrite ed esplodeva a contatto con il bersaglio. Anche altri paesi avevano sviluppato proiettili esplosivi, ma gli italiani furono i primi a produrre questa tecnologia su munizioni di così piccolo calibro, o meglio, le altre nazioni rinunciarono a costruire delle munizioni esplosive di così piccolo calibro, ritenendo che avrebbero avuto un potere decisamente inferiore al calibro 20 mm (preferito da Francia e Germania, e marina giapponese, adottato poi anche dal Regno Unito e quindi reso quasi universale) o al 23 mm (tipicamente sovietico). Quindi decisero di non intraprendere una ricerca che consideravano un'inutile spesa, persino gli USA, che utilizzavano massicciamente armi in calibro 12,7, anche se con proiettili ben più pesanti, ritennero inutile armarle con proiettili esplosivi. Era riconoscibile per la base dell'ogiva verniciata di giallo.
- scoppiante-incendiario-tracciante (HEI-T): riuniva le stesse caratteristiche.

La Regia Aeronautica solitamente caricava in nastri secondo lo schema: 2 × palla, 1 × tracciante, 1 × perforante, 1 × esplosiva.